# صفحه بیسمارک جنوبی
صفحه بیسمارک جنوبی (انگلیسی: South Bismarck Plate) یک صفحه زمین‌ساختی کوچک است که در جنوب دریای بیسمارک قرار دارد. بخش جنوبی گینه نو و جزیره بریتانیای نو بر روی این صفحه قرار دارند.

## زمین‌ساخت
مرز جنوبی این صفحه به‌شکل همگرا بوده و منطقه فرورانش آن عامل پدید آمدن جزیره بریتانیای نو و جزایر سلیمان است. زمین‌لرزه‌های بسیاری در این منطقه و به‌ویژه پیرامون بریتانیای نو روی می‌دهد. داده‌های GPS نشان می‌دهد که صفحه بیسمارک جنوبی در امتداد مرز شمالی صفحه استرالیا، توسط صفحه استرالیا به شمال رانده می‌شود، در حالی که صفحه بیسمارک شمالی توسط صفحه اقیانوس آرام به سمت شرق کشیده می‌شود. مرز میان صفحه‌های بیسمارک شمالی و جنوبی به‌نام خط‌واره لرزه‌ای دریای بیسمارک (BSSL) خوانده می‌شود. محل پایان این خط‌واره در غرب جزیره ایرلند نو نامشخص است.